# Frankliniella bruneri
Frankliniella bruneri är en insektsart som först beskrevs av Watson 1926.  Frankliniella bruneri ingår i släktet Frankliniella och familjen smaltripsar. Inga underarter finns listade i Catalogue of Life.